# Atrichopogon gillipaludosus
Atrichopogon gillipaludosus är en tvåvingeart som beskrevs av Remm 1993. Atrichopogon gillipaludosus ingår i släktet Atrichopogon och familjen svidknott.
Artens utbredningsområde är Armenien. Inga underarter finns listade i Catalogue of Life.